# Luck-Nunatak
Der Luck-Nunatak ist ein Nunatak im westantarktischen Ellsworthland. In den Behrendt Mountains ragt er 3 km südwestlich des Mount Caywood auf.
Der United States Geological Survey kartierte ihn anhand eigener Vermessungen und Luftaufnahmen der United States Navy aus den Jahren von 1961 bis 1967. Das Advisory Committee on Antarctic Names benannte ihn 1966 nach George D. Luck, der 1961 an der Errichtung der Eights-Station beteiligt war.